# European Echoes
| Đánh giá chuyên môn | Đánh giá chuyên môn |
| Nguồn đánh giá      | Nguồn đánh giá      |
| Nguồn               | Đánh giá            |
| ------------------- | ------------------- |
| Allmusic            | [ 1 ]               |

European Echoes là một album phòng thu của nhạc công trumpet free jazz người Đức Manfred Schoof, được phát hành năm 1969 bởi hãng đĩa FMP. Album được tách ra làm hai phần, với sự tham gia của tổng cộng 16 nhạc công, nhiều người rất có danh tiếng trong giới free jazz châu Âu.

## Danh sách nhạc khúc
| STT | Nhan đề                    | Thời lượng |
| --- | -------------------------- | ---------- |
| 1.  | "European Echoes - Part 1" | 15:24      |
| 2.  | "European Echoes - Part 2" | 15:26      |

## Thành phần tham gia
- Manfred Schoof - trumpet
- Han Bennink - trống
- Pierre Favre - trống
- Derek Bailey - guitar
- Peter Brötzmann - tenor saxophone
- Gerd Dudek - tenor saxophone
- Evan Parker - saxophone
- Arjen Gorter - bass
- Peter Kowald - bass
- Buschi Niebergall - bass
- Paul Rutherford - trombone
- Enrico Rava - trumpet
- Hugh Steinmetz - trumpet
- Irène Schweitzer - piano
- Fred Van Hove - piano
- Alexander von Schlippenbach - piano